# Сеульский университет
Сеульский университет (кор. 서울대학교, 서울大學校, Seoul Daehakgyo,  Sŏul Taehakkyo, букв. Сеульский университет) — крупнейший и самый известный вуз Южной Кореи, расположенный в Сеуле. Наиболее престижный из национальных университетов Южной Кореи. Относится к группе из 10 так называемых «флагманских национальных университетов» Южной Кореи.
Официальным названием университета по-корейски было Куннип Соуль Тэхаккё (국립서울대학교 или 국립 서울대학교) до конца 1949 года, сейчас оно сокращено до Соуль Тэхаккё (서울대학교; «Сеульский Университет»). В названии университета на русском, английском и других языках используется определение «национальный», хотя в корейском названии это определение (국립 куннип) сейчас отсутствует.

## История
Был основан 22 августа 1946 года в результате слияния 10 более мелких учебных заведений в Сеуле, включая Императорский университет Кэйдзё, в соответствии с «Законом об основании Сеульского национального университета» (국립서울대학교 설립에 관한 법령).
Этими учебными заведениями были:
- Кёнсонский Университет (경성대학교)
- Кёнсонский юридический колледж (경성법학전문학교)
- Кёнсонский промышленный колледж (경성공업전문학교)
- Кёнсонский колледж горного дела (경성광산전문학교)
- Кёнсонский медицинский колледж (경성의학전문학교)
- Сувонский сельскохозяйственный колледж (수원농림전문학교)
- Кёнсонский бизнес-колледж (경성경제전문학교)
- Кёнсонский стоматологический колледж (경성치과의학전문학교)
- Кёнсонский педагогический колледж (경성사범학교)
- Кёнсонский женский педагогический колледж (경성여자사범학교)

Первый ректор — Гарри Анстед.
Юридический факультет университета был основан в результате слияния юридического факультета Кёнсонского университета с Кёнсонским юридическим колледжем (경성법학전문학교).
Вторым ректором стал Ли Чхун Хо (이춘호, 李春昊), работавший на посту с октября 1947 года.
В сентябре 1950 года в состав университета вошёл Сеульский фармацевтический колледж (서울약학대학), став фармацевтическим факультетом. До этого он был частным учебным заведением.
Во время Корейской войны университет был временно объединён с несколькими другими вузами страны в Пусане.
Изначально главный кампус был расположен в Тэханно (Университетская улица) в округе Чонногу. В 1975 году некоторые факультеты переехали в кампус округа Кванакку. На территории старого кампуса в Чонногу сейчас располагаются медицинский, стоматологический факультеты и факультет обучения сестринскому делу.

## Рейтинг
В мировом рейтинге университетов в 2008 — 50-е место, в 2009 — 47-е место, в 2010 — 50-е место, в 2019 — 36 место.